# Guajak léčivý
Guajak léčivý (Guaiacum officinale) je stálezelený strom s rozložitou korunou z čeledi kacibovitých (Zygophyllaceae). Dorůstá výšky až 13 metrů a jeho dřevo je obzvláště tvrdé.

## Název
Vědecký název pochází z místního názvu „guaiac“, což v překladu znamená strom života. Dalšími českými názvy pro guajak jsou svaté dřevo, dřevo života, železné dřevo.

## Popis a rozšíření
Olistěné větve nesou vstřícné, sudozpeřené listy složené ze 2–3 párů vejčitých celokrajných lístků, v době květu je zakončují okolíky dlouze stopkatých, dekorativních květů. Oboupohlavné květy mají pětidílný kalich, 5 bleděmodrých korunních plátků, 10 volných, modrých tyčinek a svrchní pětipouzdrý semeník s jednoduchou, červenou čnělkou.
Plody jsou dvou až pětipouzdré, polosrdčité tobolky obsahující po několika černých semenech.
Guajak léčivý je původní na severním pobřeží Jižní Ameriky a v Karibiku.

## Využití
Velmi trvanlivé dřevo obzvláštní hustoty (4x hustší než dubové), které je až z 1/5 obsahu prostoupeno léčivou pryskyřicí, je také výborným materiálem k soustružení. Pryskyřice se odpradávna užívala v místním lidovém léčitelství zejména proti syfilis, ale i kožním chorobám, či revmatismu při zánětu kloubů. Pryskyřice se také užívá k vykuřování. Pro svou oblibu a pomalý růst je dnes guajak ohrožený.